# Tòfol Montiel
Cristóbal Montiel Rodríguez (Palma de Mallorca, 11 de abril de 2000), más conocido como Tòfol Montiel, es un futbolista español que juega de centrocampista en el F. C. Lahti de la Ykkönen. Es hijo del exfutbolista Óscar Montiel.

## Trayectoria
Formado en las cantera del Real Club Deportivo Mallorca, el 16 de junio de 2018 firmó por la ACF Fiorentina tras abonar su cláusula de rescisión de 2 millones de euros. 
El 31 de marzo de 2019 hizo su debut profesional con la Fiorentina en un empate 1–1 en la Serie A contra el Torino F. C. Sustituyó a Mirallas en el 85' y acabó jugando los últimos 11 minutos del encuentro.
El 31 de enero de 2020 llegó como cedido al Vitória Setúbal de Portugal hasta el final de la temporada 2019-20. Año y medio después volvió a salir a préstamo, esta vez a la ACN Siena 1904.
En enero de 2022 abandonó Italia para acumular una nueva cesión que le permitió volver a su localidad de nacimiento tras llegar al C. D. Atlético Baleares. En julio rescindió su contrato con el equipo italiano y regresó al R. C. D. Mallorca para jugar en su filial. Allí estuvo una temporada antes de recalar en la U. D. Alzira.
Después de dos años en España, en septiembre de 2024 volvió a salir al extranjero para jugar en el Kecskeméti TE húngaro. Con ellos compitió en la Nemzeti Bajnokság I y en agosto de 2025 se unió al F. C. Lahti hasta final de año pero con la opción de continuar en 2026.

## Clubes
| Club                             | País      | Año       |
| -------------------------------- | --------- | --------- |
| ACF Fiorentina                   | Italia    | 2019-2022 |
| Vitória Setúbal (cedido)         | Portugal  | 2020      |
| ACN Siena 1904 (cedido)          | Italia    | 2021-2022 |
| C. D. Atlético Baleares (cedido) | España    | 2022      |
| R. C. D. Mallorca "B"            | España    | 2022-2023 |
| U. D. Alzira                     | España    | 2023-2024 |
| Kecskeméti TE                    | Hungría   | 2024-2025 |
| F. C. Lahti                      | Finlandia | 2025-     |